# Lijst van rijksmonumenten in Winsum (Groningen)
De plaats Winsum telt 59 inschrijvingen in het rijksmonumentenregister. Hieronder een overzicht.
Voor een overzicht van beschikbare afbeeldingen zie de categorie Rijksmonumenten in Winsum op Wikimedia Commons.
| Object                                                                    | Oorspronkelijke functie?  | Bouwjaar                                                                                           | Architect                              | Locatie                   | Coördinaten?                  | Nr.?   | Afbeelding                                      |
| ------------------------------------------------------------------------- | ------------------------- | -------------------------------------------------------------------------------------------------- | -------------------------------------- | ------------------------- | ----------------------------- | ------ | ----------------------------------------------- |
| Blokvormig wit gepleisterd landhuis met flauw hellend dak                 | Kasteel, buitenplaats     | 1850-1875                                                                                          |                                        | Schilligehamsterweg 1a    | 53° 19' 41" NB, 6° 30' 57" OL | 11004  | Meer afbeeldingen                               |
| Woning onder zadeldak tussen topgevels met vlechtingen en topschoorstenen | Woonhuis                  | 1825-1875                                                                                          |                                        | Havenstraat 15            | 53° 19' 54" NB, 6° 31' 2" OL  | 39018  | Meer afbeeldingen                               |
| Jacobijnenhuis, achterste deel                                            | Woonhuis                  | 1825-1875                                                                                          |                                        | Havenstraat 2             | 53° 19' 53" NB, 6° 30' 58" OL | 39019  | Meer afbeeldingen                               |
| Woning onder zadeldak met wolfseinden                                     | Woonhuis                  | 1825-1875                                                                                          |                                        | Havenstraat 4             | 53° 19' 53" NB, 6° 30' 59" OL | 39020  | Meer afbeeldingen                               |
| Woning onder schilddak                                                    | Woonhuis                  | 1825-1875                                                                                          |                                        | Havenstraat 8             | 53° 19' 53" NB, 6° 31' 1" OL  | 39021  | Meer afbeeldingen                               |
| Tussenbouw tussen Havenstraat 8 en 12                                     | Woonhuis                  | |                                        | Havenstraat 10            | 53° 19' 53" NB, 6° 31' 1" OL  | 39022  | Meer afbeeldingen                               |
| Witte boerderij aan de Onderdendamsterweg 23                              | boerderij                 | |                                        | Onderdendamsterweg 23     | 52° 19' 52" NB, 7° 32' 11" OL | 39023  | Upload foto                                     |
| Woning onder wolfsdak                                                     | Woonhuis                  | 18e eeuw                                                                                           |                                        | Havenstraat 12            | 53° 19' 53" NB, 6° 31' 1" OL  | 39023  | Woning onder wolfsdak                           |
| De Gouden Karper                                                          | Horeca                    | oorspr. verm. 17e eeuw                                                                             |                                        | Hoofdstraat Winsum 5      | 53° 19' 56" NB, 6° 30' 53" OL | 39024  | Meer afbeeldingen                               |
| Jacobijnenhuis, voorste deel                                              | Woonhuis                  | mog. 13e/14e eeuw 17e eeuw (huidige vorm) 1999-2003 (rest.)                                        |                                        | Hoofdstraat Winsum 27     | 53° 19' 53" NB, 6° 30' 57" OL | 39025  | Meer afbeeldingen                               |
| Deftig dorpswoonhuis onder laag schilddak                                 | Woonhuis                  | 1800-1850                                                                                          |                                        | Hoofdstraat Winsum 35     | 53° 19' 52" NB, 6° 30' 57" OL | 39026  | Meer afbeeldingen                               |
| Laag pand onder dwars zadeldak tussen topgevels                           | Woonhuis                  | ca. 1800                                                                                           |                                        | Hoofdstraat Winsum 43     | 53° 19' 50" NB, 6° 30' 57" OL | 39027  | Meer afbeeldingen                               |
| Laag pand onder schilddak                                                 | Woonhuis                  | 1800-1850                                                                                          |                                        | Hoofdstraat Winsum 16     | 53° 19' 54" NB, 6° 30' 56" OL | 39028  | Meer afbeeldingen                               |
| De Vriendschap                                                            | Industrie- en poldermolen | 1801 (herb.) 1952 (herst.) 1975-'76 (rest.) 2008 (herst)                                           |                                        | Kerkstraat 1              | 53° 19' 51" NB, 6° 30' 59" OL | 39029  | Meer afbeeldingen                               |
| Hervormde kerk en toren van Winsum                                        | Kerk en kerkonderdeel     | mog. 12e eeuw (schip) ca. 1300 (koor) ca. 1635 (verb. toren) 18e eeuw (aanbouwen) 1975-'76 (rest.) |                                        | Kerkstraat 14             | 53° 19' 50" NB, 6° 31' 2" OL  | 39030  | Meer afbeeldingen                               |
| Pand met smaller voorhuis onder doorgaand zadeldak van bredere schuur     | Boerderij                 | |                                        | Molenstraat 2             | 53° 19' 54" NB, 6° 30' 53" OL | 39031  | Meer afbeeldingen                               |
| De Ster                                                                   | Industrie- en poldermolen | 1851 1962-'71 (rest.)                                                                              | Bremer (1962-'71)                      | Molenstraat 4             | 53° 19' 53" NB, 6° 30' 53" OL | 39032  | Meer afbeeldingen                               |
| Pand onder breed zadeldak met voor en achterschild                        | Woonhuis                  | |                                        | Molenstraat 6             | 53° 19' 52" NB, 6° 30' 53" OL | 39033  | Meer afbeeldingen                               |
| Woning van het Hogelandse type                                            | Woonhuis                  | 1825-1875                                                                                          |                                        | Bellingeweer 10           | 53° 19' 32" NB, 6° 31' 0" OL  | 39034  | Woning van het Hogelandse type                  |
| Voorhuis van boerderij van het Hogelandse type                            | Boerderij                 | |                                        | Bellingeweer 23           | 53° 19' 33" NB, 6° 31' 3" OL  | 39035  | Meer afbeeldingen                               |
| Ommuurd kerkhof                                                           | Begraafplaats en -onderdl | 17e eeuw (muur)                                                                                    |                                        | Bellingeweer              | 53° 19' 31" NB, 6° 31' 6" OL  | 39036  | Meer afbeeldingen                               |
| Ernstheem                                                                 | Boerderij                 | 18e eeuw (voorhuis) 19e eeuw (verb. voorhuis, tuinkoepel)                                          |                                        | Eenrumerweg 52            | 53° 21' 40" NB, 6° 28' 32" OL | 39040  | Meer afbeeldingen                               |
| Hervormde kerk en toren van Obergum                                       | Kerk en kerkonderdeel     | mog. 13e eeuw (schip) 14e eeuw (toren) 1706 (verb. toren) 1790 (verb. toren) 1971 (rest.)          |                                        | Kerkpad 10                | 53° 20' 1" NB, 6° 30' 49" OL  | 39042  | Meer afbeeldingen                               |
| "Lemsterborg": Onderkelderd pand onder schilddak (zie ook foto wegzijde)  | Woonhuis                  | |                                        | Schouwerzijlsterweg 6     | 53° 19' 57" NB, 6° 30' 34" OL | 39043  | Meer afbeeldingen                               |
| Zijlhuis                                                                  | Dienstwoning              | |                                        | Schaphalsterzijl 4        | 53° 19' 45" NB, 6° 27' 49" OL | 39044  | Meer afbeeldingen                               |
| Pand onder zadeldak evenwijdig aan de straat                              | Woonhuis                  | |                                        | Westerstraat 9            | 53° 19' 58" NB, 6° 30' 51" OL | 39045  | Meer afbeeldingen                               |
| Achterhuis onder zadeldak tegen topgevel met vlechtingen                  | Woonhuis                  | |                                        | Westerstraat 13           | 53° 19' 58" NB, 6° 30' 50" OL | 39046  | Meer afbeeldingen                               |
| Pand onder zadeldak haaks op de rooilijn                                  | Woonhuis                  | voor 1834                                                                                          |                                        | Westerstraat 21           | 53° 19' 59" NB, 6° 30' 49" OL | 39047  | Meer afbeeldingen                               |
| Gerekte achterbouw van het pand Westerstraat 21                           | Woonhuis                  | |                                        | Westerstraat 23           | 53° 19' 58" NB, 6° 30' 49" OL | 39048  | Gerekte achterbouw van het pand Westerstraat 21 |
| Wierde (Schaphalsterzijl)                                                 | Archeologisch monument    | middeleeuwen                                                                                       |                                        | Winsumerdiep              | 53° 19' 47" NB, 6° 28' 6" OL  | 46149  | Upload foto                                     |
| Wierde (Ol Borgstee)                                                      | Archeologisch monument    | middeleeuwen                                                                                       |                                        | Oude Diepje               | 53° 19' 24" NB, 6° 29' 53" OL | 46150  | Upload foto                                     |
| Wierde                                                                    | Archeologisch monument    | middeleeuwen                                                                                       |                                        | Schilligeham              | 53° 19' 52" NB, 6° 30' 28" OL | 46151  | Wierde                                          |
| Wierde (Tijum)                                                            | Archeologisch monument    | begin jaartelling                                                                                  |                                        | Winsumerstraatweg         | 53° 19' 8" NB, 6° 31' 19" OL  | 46152  | Upload foto                                     |
| Wierde (Ripperda)                                                         | Archeologisch monument    | begin jaartelling                                                                                  |                                        | Aemckenheerd              | 53° 19' 33" NB, 6° 31' 28" OL | 46153  | Upload foto                                     |
| Wierde (Bellingeweer)                                                     | Archeologisch monument    | begin jaartelling                                                                                  |                                        | Borgweg/Bellingeweer      | 53° 19' 32" NB, 6° 31' 7" OL  | 46154  | Wierde (Bellingeweer)                           |
| Wierde (Winsum)                                                           | Archeologisch monument    | begin jaartelling                                                                                  |                                        | Kerkstraat                | 53° 19' 52" NB, 6° 31' 1" OL  | 46156  | Upload foto                                     |
| Wierde (Rode Wier)                                                        | Archeologisch monument    | begin jaartelling                                                                                  |                                        | Winsumerweg               | 53° 20' 51" NB, 6° 30' 13" OL | 46157  | Upload foto                                     |
| Wierde (Groene Wier)                                                      | Archeologisch monument    | begin jaartelling                                                                                  |                                        | Winsumerweg               | 53° 20' 58" NB, 6° 30' 19" OL | 46158  | Upload foto                                     |
| Wierde                                                                    | Archeologisch monument    | middeleeuwen                                                                                       |                                        | Munsterweg                | 53° 19' 59" NB, 6° 33' 29" OL | 46160  | Wierde                                          |
| Voorm. Logement Alderts                                                   | Werk-woonhuis             | 17e eeuw verm. 18e eeuw (rechtervleugel) 19e eeuw (verb.)                                          |                                        | Hoofdstraat Winsum 2      | 53° 19' 57" NB, 6° 30' 51" OL | 47016  | Meer afbeeldingen                               |
| Winsumer- en Schaphalsterzijlen                                           | Waterkering en -doorlaat  | 1459 (Winsumerzijl) 1636 (Schaphalsterzijl) vernieuwd in 1790, 1890 en 1917                        |                                        | Schaphalsterzijl 4        | 53° 19' 49" NB, 6° 28' 7" OL  | 506241 | Meer afbeeldingen                               |
| Voorm. hervormde pastorie met consistorie                                 | Kerkelijke dienstwoning   | 1887                                                                                               |                                        | Kerkstraat 12             | 53° 19' 49" NB, 6° 31' 0" OL  | 510781 | Meer afbeeldingen                               |
| Voorm. hervormde pastorie, toegangshek                                    | Erfscheiding              | 1900-1910                                                                                          |                                        | bij Kerkstraat 12         | 53° 19' 50" NB, 6° 31' 2" OL  | 510782 | Meer afbeeldingen                               |
| Voorm. hervormde pastorie, schuurtje                                      | Opslag                    | 1887-1900                                                                                          |                                        | bij Kerkstraat 12         | 53° 19' 49" NB, 6° 31' 0" OL  | 510783 | Meer afbeeldingen                               |
| Joodse begraafplaats                                                      | Begraafplaats en -onderdl | 1867 1999 (rest.)                                                                                  |                                        | bij Munsterweg 1          | 53° 19' 53" NB, 6° 32' 7" OL  | 510794 | Meer afbeeldingen                               |
| Joodse begraafplaats, hek                                                 | Begraafplaats en -onderdl | 1910                                                                                               |                                        | bij Munsterweg 1          | 53° 19' 53" NB, 6° 32' 7" OL  | 510795 | Meer afbeeldingen                               |
| Ernstheem                                                                 | Boerderij                 | 1903 1924 (bijschuur)                                                                              |                                        | Eenrumerweg 51            | 53° 21' 42" NB, 6° 28' 33" OL | 510804 | Ernstheem                                       |
| Ernstheem, stookhut                                                       | Boerderij                 | 1903-1904                                                                                          |                                        | bij Eenrumerweg 51        | 53° 21' 42" NB, 6° 28' 33" OL | 510805 | Upload foto                                     |
| Gemeentehuis                                                              | Woonhuis                  | 1911 1995 (uitbr.)                                                                                 | G. Nijhuis Karelse van der Meer (1995) | Hoofdstraat Winsum 70     | 53° 19' 40" NB, 6° 30' 56" OL | 510810 | Gemeentehuis                                    |
| Gemeentehuis, toegangshek                                                 | Erfscheiding              | 1911-1912                                                                                          |                                        | bij Hoofdstraat Winsum 70 | 53° 19' 39" NB, 6° 30' 56" OL | 510811 | Gemeentehuis, toegangshek                       |
| Baatje(s)borg                                                             | Boerderij                 | 1854                                                                                               |                                        | Schouwerzijlsterweg 13    | 53° 19' 59" NB, 6° 29' 25" OL | 510815 | Meer afbeeldingen                               |
| Voorm. gemeentehuis                                                       | Bestuursgebouw en onderdl | 1907                                                                                               | A.L. van Wissen                        | Hoofdstraat Winsum 4      | 53° 19' 56" NB, 6° 30' 52" OL | 510821 | Meer afbeeldingen                               |
| De Boog                                                                   | Brug                      | 1808 (oorspr.) 1941 (herb.)                                                                        |                                        | bij Hoofdstraat Obergum 2 | 53° 19' 57" NB, 6° 30' 53" OL | 510822 | Meer afbeeldingen                               |
| Villa in verstrakte Amsterdamse Schoolstijl                               | Woonhuis                  | 1931                                                                                               | E. Reitsma                             | Stationsweg 18            | 53° 19' 46" NB, 6° 31' 7" OL  | 510823 | Meer afbeeldingen                               |
| Voorm. lagere school                                                      | Onderwijs en wetenschap   | 1888                                                                                               | H. Wind                                | R. Praediniusstraat 2     | 53° 19' 54" NB, 6° 30' 51" OL | 510824 | Meer afbeeldingen                               |
| Dinghkum                                                                  | Sociale zorg, liefdadigh. | 1863                                                                                               |                                        | Onderdendamsterweg 12     | 53° 20' 3" NB, 6° 30' 59" OL  | 510825 | Meer afbeeldingen                               |
| Voorm. notariswoning                                                      | Woonhuis                  | 1933-'34                                                                                           | A.R. Wittop Koning                     | Hoofdstraat Winsum 72     | 53° 19' 38" NB, 6° 30' 57" OL | 510833 | Notariswoning Voorm. notariswoning              |
| Houten loods op rechthoekige plattegrond met aanbouw                      | Opslag                    | 1917                                                                                               |                                        | bij Schaphalsterzijl 4    | 53° 19' 46" NB, 6° 27' 51" OL | 511176 | Meer afbeeldingen                               |